# Kefar Darom
Kfar Darom (hebräisch כְּפַר דָּרוֹם Kfar Darōm, deutsch ‚Dorf des Südens‘) war eine jüdische Siedlung im Gazastreifen.

## Geschichte
1930 kaufte der palästinensische Jude Tuvia Miller aus Rechovot das Land. Darauf gründeten im Oktober 1946 Mitglieder des HaPoʿel haMisrachi im Rahmen des Programms Elf Punkte den Kibbuz Kfar Darom, das sie nach einem gleichnamigen im Talmud erwähnten, nahegelegenen untergegangenen Ort benannten. Bald nach ihrem Einmarsch am 15. Mai 1948 in Palästina, womit das Königreich Ägypten den internationalen Krieg um Israels Unabhängigkeit eröffnet hatte, griff die ägyptische Armee Kfar Darom an, dessen Bewohner es im Juni 1948 angesichts der ägyptischen Übermacht räumten und aufgaben. Die Bewohner gehörten zu den jüdischen Palästina-Flüchtlingen, die in Israel Zuflucht fanden (insgesamt 60 000 aus allen Teilen Mandats-Palästinas). Der Sieg Israels über Ägypten im Sechstagekrieg 1967 ermöglichte 1970 den Wiederaufbau der Siedlung.
Nach der Wiedergründung an alter Stätte als israelische Siedlung lag Kfar Darom isoliert wenige Kilometer nordöstlich des Siedlungsblocks Gusch Katif und war daher immer wieder Ziel palästinensischer Angriffe. Bei einem Selbstmordanschlag auf einen Bus am 9. April 1995 wurden sieben Menschen getötet und 40 verletzt. Bei einem Granaten-Angriff am 24. November 2001 wurde ein Israeli getötet und zwei weitere verletzt.
Bis August 2005 lebten in Kfar Darom etwa 60 Familien bzw. knapp 500 Menschen. Im Rahmen des Rückzugs Israels aus dem Gazastreifen wurde Kfar Darom am 18. August 2005 unter erheblichem Widerstand der Siedler, die sich zuletzt in der Synagoge verschanzt hatten, von israelischer Armee und Polizei geräumt.

## Diskussion um möglichen Wiederaufbau
Nach dem Überfall der radikalislamischen Hamas am 7. Oktober 2023 mehrten sich in Israel die Stimmen, die einen Wiederaufbau der jüdischen Siedlungen fordern. Die Befürworter eines Wiederaufbaus kommen überwiegend aus dem nationalkonservativen Lager und werden von Itamar Ben-Gvir, dem Sicherheitsminister der Regierung Netanjahu unterstützt. Benjamin Netanjahu bezeichnete die Pläne jedoch als unrealistisch.